# 廷比基 (考卡省)
廷比基是哥倫比亞的城鎮，位於該國西南部，由考卡省負責管轄，距離首府波帕揚230公里，面積1,813平方公里，海拔高度5米，2005年人口17,069。